# یواس‌اس امن (دی‌دی-۵۲۷)
یواس‌اس امن (دی‌دی-۵۲۷) (به انگلیسی: USS Ammen (DD-527)) یک کشتی بود که طول آن ۱۱۴٫۷ متر (۳۷۶ فوت) بود. این کشتی در سال ۱۹۴۲ ساخته شد.